# شيكو رويز (لاعب كرة قاعدة)
شيكو رويز هو لاعب كرة قاعدة كوبي، ولد في 5 ديسمبر 1938 في Santo Domingo, Cuba ‏ في كوبا، وتوفي في 9 فبراير 1972 في سان دييغو في الولايات المتحدة بسبب حادث مرور.

## وصلات خارجية
- شيكو رويز على موقع دوري كرة القاعدة الرئيسي (الإنجليزية)
- شيكو رويز على موقعبيزبول رفرنس.كوم (الدوري الرئيسي) (الإنجليزية)
- شيكو رويز على موقعبيزبول رفرنس.كوم (الدوري الثانوي) (الإنجليزية)
- شيكو رويز على موقع مشجعي الرسوم البيانية (الإنجليزية)